# Santiuste (Valle de Mena)
Santiuste es un núcleo de población español, hoy día despoblado, del municipio de Valle de Mena, perteneciente a la provincia de Burgos, en la comunidad autónoma de Castilla y León.

## Historia
Hacia mediados del siglo XIX, el lugar era ya referido como un barrio perteneciente a Caniego, dentro del municipio de Valle de Mena. Aparece descrito en el decimotercer volumen del Diccionario geográfico-estadístico-histórico de España y sus posesiones de Ultramar de Pascual Madoz con las siguientes palabras:

SANTIUSTE: barrio en la prov. de Búrgos, part. jud. de Villarcayo; es uno de los que forman el l. de Caniego (V.).
(Madoz, 1849, p. 839)

En 2023, el núcleo de población de Santiuste, encuadrado dentro de la entidad singular de población de Caniego, no tenía empadronado ningún habitante.